# Свети Димитър (Гугяково)
Вижте пояснителната страница за други значения на Свети Димитър.
„Свети Великомъченик Димитър“ или „Свети Димитрий“ (на македонска литературна норма: „Свети Димитар“, „Свети Димитриј“, „Свети Димитрија“) е възрожденска църква в мариовското село Гугяково, част от Преспанско-Пелагонийската епархия на Македонската православна църква – Охридска архиепископия.
Църквата е изградена в XIX век. Обновена е в 1998 година, за което свидетелства плоча до входа. Представлява гробищен, еднокорабен храм с полукръгла апсида на изток. Според надпис на иконостаса е изписана от дебърски майстори от Гари.
- Стенописи от храма